# 7th ストリート/メトロセンター駅
7th ストリート/メトロセンター駅（7th Street/Metro Center）は、アメリカ合衆国カリフォルニア州ロサンゼルス郡にあるロサンゼルス郡都市圏交通局B線、ロサンゼルス郡都市圏交通局D線、ロサンゼルス郡都市圏交通局A線の駅である。

## 利用可能な路線
ロサンゼルス郡都市圏交通局
■A線
■B線
■D線
■E線

## 駅構造

### A・E線
島式ホーム1面2線の地下駅。

### B・D線
島式ホーム1面2線の地下駅。

## 駅周辺
- ウィルシャーグランドホテル
- グッドサマリタン病院
- 777タワー
- シティコープタワー
- サンワプラザ
- リチャード J リローダン　中央図書館
- ユニオン銀行
- 444ビル
- ロサンゼルス観光案内センター

## 歴史
- 1991年2月 - A線開通
- 1993年1月30日 - B線、D線開通

## 隣の駅
ロサンゼルス郡都市圏交通局
■B線、■D線
ウェストレイク/マックアーサーパーク駅 - 7th ストリート/メトロセンター駅 - パーシングスクエア駅
■A線
7th ストリート/メトロセンター駅 - ピコ駅